# Lord-lieutenant du West Glamorgan
Le lord-lieutenant du West Glamorgan (Lord Lieutenant of West Glamorgan en anglais) ou le lord-lieutenant de Gorllewin Morgannwg (Arglwydd Raglaw Gorllewin Morgannwg en gallois) est le représentant de la monarchie britannique dans le comté préservé du West Glamorgan, au pays de Galles.
La fonction est pour la première fois exercée par Cennydd Traherne à partir du 1er avril 1974, qui, avant sa nomination occupait la fonction de lord-lieutenant du Glamorgan depuis 1952. Edmund Bailey est le lord-lieutenant du West Glamorgan depuis 2020.

## Histoire
Au sens du Local Government Act 1888, les zones de lieutenance sont définies à partir des comtés administratifs créés à partir du 1er avril 1889 en Angleterre et au pays de Galles. Cependant, au pays de Galles, celles-ci sont modifiées au 1er avril 1974 d’après la disposition 218 du Local Government Act 1972,.
Une nouvelle zone de lieutenance couvrant le comté du West Glamorgan est ainsi érigée à partir d’une portion de celle du Glamorgan (comprenant le borough de comté de Swansea). Alors que la fonction de lord-lieutenant du Glamorgan est abolie le 31 mars 1974, celle de lord-lieutenant du West Glamorgan est instituée au 1er avril 1974 par le Lord-Lieutenants Order 1973, un décret du 24 octobre 1973,.
Le Local Government (Wales) Act 1994 abolit les comtés créés au pays de Galles par la loi de 1972 au 31 mars 1996. Toutefois, ceux-ci conservent un rôle cérémoniel limité en tant que comtés préservés, notamment dans le cadre des zones de lieutenance. Ainsi, le comté préservé du West Glamorgan reste opérationnel dans de nouvelles limites territoriales, qui sont les mêmes que celles décrites par la loi en 1972.

## Liste des lord-lieutenants
| Identité               | Lettres patentes de nomination | Souverain    | Qualité                                                                                                  |
| ---------------------- | ------------------------------ | ------------ | --- |
| Cennydd Traherne       | 16 juillet 1952                | Élisabeth II | Propriétaire Lord-lieutenant du Mid Glamorgan (1974-1985) Lord-lieutenant du South Glamorgan (1974-1985) |
| James Vaughan Williams | 16 décembre 1985               | Élisabeth II | Vice-lieutenant du West Glamorgan (1974-1985)                                                            |
| Michael Llewellyn      | 11 décembre 1987               | Élisabeth II | Haut-shérif du West Glamorgan (1980-1981)                                                                |
| Robert Hastie (en)     | 10 avril 1995                  | Élisabeth II | Haut-shérif du West Glamorgan (1980-1981) Vice-lieutenant du West Glamorgan (1991-1995)                  |
| Byron Lewis            | 28 mai 2008                    | Élisabeth II | Haut-shérif du West Glamorgan (2004-2005)                                                                |
| Louise Fleet           | 17 mars 2020                   | Élisabeth II | Haut-shérif du West Glamorgan (2017-2018)                                                                |